# Dicaeum kampalili
Dicaeum kampalili — вид горобцеподібних птахів родини квіткоїдових (Dicaeidae).

## Поширення
Ендемік Філіппін. Поширений на острові Мінданао. Населяє тропічні або субтропічні вологі низинні та гірські ліси.

## Підвиди
- D. k. masawan — Західний Мінданао.
- D. k. kampalili — північний, центральний і південно-східний Мінданао.